# Moyashimon
Moyashimon (яп. もやしもん Моясимон) — манга Масаюки Исикавы. Публикуется в сэйнэн-журнале Evening издательства Kodansha с августа 2004. В 2008 году получила премию Kodansha Manga Award. Одноименная адаптация в виде аниме-телесериала, поставленного Shirogumi и Telecom Animation Film транслировалась с 12 октября по 21 декабря 2007 года в блоке передач «noitaminA» на телеканале Fuji TV общим объёмом в 11 серий. Сюжет развивается вокруг Саваки Тадаясу, студента-первокурсника сельскохозяйственного университета, который имеет уникальную способность видеть и общаться с бактериями и другими микроорганизмами. В июле 2012 года начат показ второго сезона — «Moyashimon Returns».

## Сюжет
История повествует о жизни студента первого курса сельскохозяйственного университета Тадаясу Саваки, обладающего уникальной способностью видеть и общаться с микроорганизмами и бактериями. Он замечает большие отличия между каждой из бактерий, и может видеть их более крупными, чем обычный человек под микроскопом. Благодаря своей необычной способности он приобрёл большую популярность, когда поступил в университет. Тадаясу узнаёт, что один из учителей — Кэйдзо Ицуки — знает о его даре от деда Тадаясу. У Тадаясу есть друг по имени Кей Юки, поступивший вместе с ним в один университет.

## Персонажи
Тадаясу Соумон Саваки (яп. 沢木 惣右衛門 直保 Саваки Соумон Тадаясу) — Главный герой, первокурсник сельскохозяйственного университета. Способен видеть и общаться с бактериями и другими микроорганизмами.
Сэйю: Дайсукэ Сакагути
Кэй Юки (яп. 結城 蛍 Юки Кэй) — Друг детства Саваки, учится с ним в одном университете на первом курсе. Его родители владеют заводом по производству сакэ.
Сэйю: Мицуки Сайга
Кэйдзо Ицуки (яп. 樹 慶蔵 Ицуки Кэйдзо) — Профессор в университете и друг деда Саваки. Знает о способности Тадаясу. О его возрасте ничего не известно.
Сэйю: Томомити Нисимура
Харука Хасэгава (яп. 長谷川 遥 Хасэгава Харука) — Аспирантка в университете, постоянно ходит в лабораторном халате. Жестокая женщина из богатой семьи. Её семья планирует насильно выдать её замуж, однако Харука не обязана выходить замуж до тех пор, пока не закончит своё обучение. Именно по этой причине она решила остаться в университете, пока не получит докторскую степень. Хасэгава не очень хорошо умеет общаться с людьми, и её суровый характер служит прикрытием этому недостатку.
Сэйю: Саяка Охара
Хадзуки Оикава (яп. 及川 葉月 Оикава Хадзуки) — Первокурсница в том же университете. Постоянно носит с собой дезинфицирующие салфетки и антибактериальный спрей, чистюля.
Сэйю: Акэми Канда
Каору Мисато (яп. 美里 薫 Мисато Каору) — Студент второго курса, использующий свои знания о бактериях, чтобы заработать лёгкие деньги. Он разговаривает на кансайском диалекте.
Сэйю: Кацуюки Кониси
Такума Кавахама (яп. 川浜 拓馬 Кавахама Такума) — Второкурсник невысокого роста, страдающий избыточным весом. Лучший друг Мисато.
Сэйю: Нориаки Сугияма

## Микроорганизмы и бактерии
- Acetobacter aceti (яп. A.アセチ A. asechi)

Разновидность бактерий, окисляющих этанол до уксусной кислоты.
- Alternaria alternata (яп. A.アルテルナータ A. aruterunāta)

Также известна, как «плесневый гриб».
- Aspergillus awamori (яп. A.アワモリ A. awamori)

Сэйю — Хисанори Ёсида.
Используется для производства авамори.
- Aspergillus oryzae (яп. A.オリゼー A. orizē)

Сэйю — Юми Тома.
Основной персонаж среди микроорганизмов. В японской кухне используется для приготовления саке, мисо, цукэмоно.
- Aspergillus sojae (яп. A.ソーエ A. sōe)

Используется для приготовления мисо.
- Aspergillus niger (яп. A.ニガー A. nigā)

Сэйю — Дайсукэ Сакагути.
Используется в приготовлении сётю.

## Манга
Манга Moyashimon была написана и проиллюстрирована Масаюки Исикавой, выпуск был начат в августе 2004 года в мужском журнале Evening издательства Kodansha. Впервые манга выпускалась под названием Tales of an Agricultural University (яп. 農大物語 Nōdai Monogatari), но начиная со второй части манги название было заменено на Moyasimon: Tales of an Agricultural University (яп. 農大物語もやしもん Nōdai Monogatari Moyashimon), а затем на Moyashimon. К 6 июля 2010 года в Японии было опубликовано девять танкобонов. Компания Del Rey Manga в сентябре 2008 года приобрела права на издание манги и выпустила её первый том на английском языке в Северной Америке в ноябре 2009 года, и второй том — 22 июня 2010 года.

## Аниме
Показ 11-серийной аниме-адаптации манги начался 12 октября и закончился 21 декабря 2007 года. Сериал был создан студиями Shirogumi и Telecom Animation Film.

### Список серий аниме
| 1 | Epic Agricultural Microbes Story «Nōdai Kin Monogatari» (農大菌物語)                     | 12 октября 2007 года |
| Первый день студенческой жизни для Тадаясу и Кея. Тадаясу демонстрирует свою способность профессору Ицуки и Харуке. |                                                                                          |                      |
| 2 | Three Hundred Million Yen Agriculture Student «Sanoku En no Nōdaisei» (三億円の農大生)   | 19 октября 2007 года |
| Тадаясу и Кей знакомятся со второкурсниками Каору и Такуму, которые пытались нелегально готовить сакэ в неиспользуемой части университета. |                                                                                          |                      |
| 3 | Let's Brew with Microbes! «Kin de Kamosuzo» (菌でかもすぞ)                               | 26 октября 2007 года |
| Хадзуки Оикава приходит в комнату Тадаясу и Кея и уничтожает бактерию, которую те собирались вырастить. Профессор Ицуки и Харука показывают героям, как использовать сакэ для образовательных целей. |                                                                                          |                      |
| 4 | Everywhere is Microbe Celebration «Achikochi Kin Matsuri» (あちこち菌祭り)               | 2 ноября 2007 года   |
| Первокурсники приглашены на экскурсию вокруг университета и на пикник. Тадаясу обнаруживает вредную бактерию в еде и спасает всех от пищевого отравления. |                                                                                          |                      |
| 5 | Bizarre! Microbe Monster «Kaiki! Kin Obake» (怪奇! 菌オバケ)                             | 9 ноября 2007 года   |
| Тадаясу видит человека, покрытого микробами и приходит в ужас. Профессор Ицуки просит купить ликёра в магазине около университета. Тадаясу узнаёт, что владелец магазина — это тот самый микробный монстр, который варит неплохое сакэ.                                                                                           |                                                                                          |                      |
| 6 | Enchanting! Miss Agriculture! «Nōsatsu! Misu Nōdai» (悩殺! ミス農大)                     | 16 ноября 2007 года  |
| Аои Мито возвращается после долгого отсутствия и приносит случайно приносит с собой пятёрку самых опасных микробов Азии. После дезинфекции, она приводит Тадаясу в комнату клуба НЛО, где все его члены заболели гриппом. |                                                                                          |                      |
| 7 | The Curtains! The Spring Agricultural Festival «Kaimaku! Nōdai Harusai» (開幕! 農大春祭) | 23 ноября 2007 года  |
| Начинается сельскохозяйственный фестиваль, на время проведения которого университет закрыт и становиться самостоятельным государском, а студенты должны безвозвратно обменять настоящие деньги на школьные. Также существуют и другие особые правила, связанные с фестивалем, о которых учащимся предстоит узнать самостоятельно. |                                                                                          |                      |
| 8 | The Epic Agricultural Front Gate Capture Game «Nōdai Seimon Kōryakusen» (農大正門攻略戦) | 30 ноября 2007 года  |
| Проходит третий день фестиваля, студенты, собравшись у главных ворот, выступают за его скорейшее окончание. Тем временем Каору, Такума и Тадаясу вместе пытаются вывести из строя главного защитника ворот и положить конец фестивалю.                                                                                            |                                                                                          |                      |
| 9 | Fitting for Soft Skin «Yawahada ni Toritsuke» (柔肌にとりつけ)                           | 7 декабря 2007 года  |
| Харука приглашена на обед вместе со своим отцом и женихом. В ресторане она встречает Каору и Такуму, устроившихся туда на подработку. |                                                                                          |                      |
| 10 | Gothic Lolita Kiss «Gosurori Kissu» (ゴスロリキッス)                                     | 14 декабря 2007 года |
| Тадаясу узнаёт, что Кей работает в винной лавке Хиёси, и к тому же он одет в стиле лолиты. Неожиданно Кей целует Тадаясу. Впоследствии Тадаясу замечает, что больше не может видеть бактерии. |                                                                                          |                      |
| 11 | Dazzling Microbe Future «Kagayaku Kin Mirai» (輝く菌未来)                                | 21 декабря 2007 года |
| Харука считает, что Тадаясу без своей способности больше нечего делать в университете. Позднее она мирится с Тадаясу, и в этот момент его способность возобновляется. |                                                                                          |                      |

## Live-action
Произведение было адаптировано в Live-action сериал, показанный по каналу Fuji TV в период с 8 июля по 16 сентября 2010 года. Компания Funimation Entertainment объявила о приобретении лицензии на сериал для преставления его на Anime Expo в 2010 году.